# 六分儀座ν
六分儀座ν，又名BD-22 4907，HD 174974、SAO 187426、HR 7116，是六分儀座的一颗恒星，视星等为4.83，位于銀經12.74，銀緯-10.72，其B1900.0坐标为赤經18h 48m 7.9s，赤緯-22° -10.72′ 4″。